# مدحت محسن وردة
محسن مدحت وردة مواليد 1 نوفمبر 1955، هو لاعب كرة سلة مصري. مثّل منتخب بلاده. شارك في دورة الألعاب الأولمبية الصيفية سنة 1984.

## روابط خارجية
- مدحت محسن وردة على موقع الاتحاد الدولي لكرة السلة (الإنجليزية)
- مدحت محسن وردة على موقع سبورتس رفرنس (الإنجليزية)
- مدحت محسن وردة على موقع أوليمبيديا (الإنجليزية)